# Ocotea chiapensis
Ocotea chiapensis är en lagerväxtart som först beskrevs av Cyrus Longworth Lundell, och fick sitt nu gällande namn av Standley & Steyerm.. Ocotea chiapensis ingår i släktet Ocotea och familjen lagerväxter. Inga underarter finns listade i Catalogue of Life.